# Sven Waxell
Sven Larsson Waxell, né en 1701 à Stockholm et mort le 14 février 1762 à Saint-Pétersbourg, est un officier dans la marine russe, célèbre pour sa participation à la deuxième expédition du Kamtchatka (1733-1744).

## Biographie
Waxell est né en 1701. Il est le fils de Christina Sandberg et de Lars Waxell, restaurateurs à Södermalm (Stockholm). Il est élevé à Stockholm. 
Il s'engage dans la marine anglaise à l'âge de quinze ans et devient second en Russie en 1725. Capitaine, il est le premier officier du St. Peter et est le plus expérimenté des pilotes de Béring.
Waxell participe à la deuxième expédition de Vitus Béring (1681-1741), qui cartographie pour la première fois la côte sud de l'Alaska en 1741. Avec le barreur Sofron Fjodorowitsch Chitrow (de), Waxell tient le journal de bord de l'expédition, qui est conservé à la bibliothèque de l'Académie des sciences. Lors du voyage de retour, il prend le commandement de l'expédition lorsque Béring tombe malade et meurt du scorbut après le naufrage du navire sur ce qui prit plus tard le nom d'île Béring que Waxell découvre. Il parvient à ramener le navire en baie d'Avatcha, le 27 août 1742, alors que tout le monde les croyait morts. 
Waxell Ridge, une chaîne de montagnes entre le champ de glace Bagley et le glacier Bering en Alaska, porte son nom.